# Luftwerftgraben
Der Luftwerftgraben ist ein ca. 1,3 Kilometer langer Graben in Hamburg-Fuhlsbüttel, der sich im Besitz des Hamburger Flughafens befindet.
Er ist beidseitig von Stacheldraht umgeben und dient der Entwässerung des Flughafengeländes.

## Verlauf
Er beginnt zwischen der Lufthansa Technik Basis. Satellitenbilder lassen erahnen, dass es sich dabei um ein überdachtes Wasserbecken handelt, als Wasserbecken ist es auch bei OpenStreetMap eingezeichnet. 
Er verläuft fast vollständig offen in südwestlicher Richtung, nach etwa 100 Metern für etwa 350 Meter geradlinig, unterquert dann einen Weg und an einem Rückhaltebecken vorbei. Danach verläuft er für weitere 700 Meter geradlinig an einem Kleingartenareal entlang, bis er dann unterirdisch in die Tarpenbek mündet, unmittelbar bevor sie nach der Unterquerung des Flughafens wieder an die Oberfläche tritt.